# Монтроуз (Айова)
Монтроуз (англ. Montrose) — місто (англ. city) в США, в окрузі Лі штату Айова. Населення — 738 осіб (2020).

## Географія
Монтроуз розташований за координатами 40°31′36″ пн. ш. 91°25′0″ зх. д. / 40.52667° пн. ш. 91.41667° зх. д. (40.526699, -91.416570).  За даними Бюро перепису населення США в 2010 році місто мало площу 2,94 км², з яких 2,90 км² — суходіл та 0,04 км² — водойми.

## Демографія
Згідно з переписом 2010 року, у місті мешкало 898 осіб у 359 домогосподарствах у складі 242 родин. Густота населення становила 305 осіб/км².  Було 405 помешкань (138/км²).
Расовий склад населення:
| - 98,2 % — білих - 0,4 % — чорних або афроамериканців - 0,3 % — азіатів |

До двох чи більше рас належало 1,0 %. Частка іспаномовних становила 0,6 % від усіх жителів.
За віковим діапазоном населення розподілялося таким чином: 18,5 % — особи молодші 18 років, 60,9 % — особи у віці 18—64 років, 20,6 % — особи у віці 65 років та старші. Медіана віку мешканця становила 47,4 року. На 100 осіб жіночої статі у місті припадало 95,6 чоловіків;  на 100 жінок у віці від 18 років та старших — 90,1 чоловіків також старших 18 років.
Середній дохід на одне домашнє господарство  становив 52 332 долари США (медіана — 44 444), а середній дохід на одну сім'ю — 65 484 долари (медіана — 61 484). Медіана доходів становила 48 125 доларів для чоловіків та 33 846 доларів для жінок. За межею бідності перебувало 14,1 % осіб, у тому числі 24,2 % дітей у віці до 18 років та 16,1 % осіб у віці 65 років та старших.
Цивільне працевлаштоване населення становило 400 осіб. Основні галузі зайнятості: виробництво — 21,8 %, освіта, охорона здоров'я та соціальна допомога — 19,3 %, публічна адміністрація — 12,0 %, роздрібна торгівля — 8,5 %.